# Ein Mädchen fällt vom Himmel
Ein Mädchen fällt vom Himmel  (Originaltitel Le Dessous du Ciel) ist eine französische (ORTF) Fernsehserie von Roger Gillioz aus dem Jahr 1974, die auf Motiven eines von Dominique Piett verfassten Romans beruht. Marie-Georges Pascal ist in der Titelrolle des jungen Mädchens zu sehen, das vom Himmel fällt. 

## Inhalt
Nachdem die junge Joëlle Gavarnier soeben ihr Abitur bestanden hat, zieht es sie in die Schweiz, wo ihre Mutter seit vielen Jahren lebt und arbeitet. Dort folgt sie der Einladung eines Freundes und trifft überraschend ihren Jugendfreund Louis wieder, der Fallschirmsprung-Lehrer geworden ist. Louis stellt sie auch seinem Freund Franck vor, der diesen Weg ebenfalls eingeschlagen hat. Nachdem Joëlle den Freunden beim Fallschirmspringen zugeschaut hat, erwacht in ihr der Wunsch, bei ihnen zu bleiben und es ihnen gleichzutun. Entgegen dem Willen ihres Vaters wird sie Mitglied des Fallschirmspringer-Clubs und teilt alsbald die Leidenschaft der beiden Freunde fürs Fallschirmspringen. Zudem hilft ihr diese Extremsportart dabei, Minderwertigkeitsprobleme abzubauen. Joëlle möchte nun den Weg einer Kunst-Fallschirmspringerin einschlagen, obwohl ihr Vater möchte, dass sie eine Ausbildung in seinem Betrieb durchläuft. 
Den Willen ihrer Eltern ignorierend beginnt Joëlle sich von den Freunden als Fallschirmspringerin ausbilden zu lassen. Nachdem sie nach Anfangsschwierigkeiten eine gute Fallschirmspringerin geworden ist, beschließen sie, Louis und Franck als Trio unter dem Namen Luft-Voltigeure aufzutreten. Die drei haben schnell große Erfolge vorzuweisen und sind beim Publikum sehr beliebt. Als Joëlles Vater seine Zustimmung für einen wichtigen Auftritt seiner Tochter verweigert, bricht sie den Kontakt zu ihm ab.  
Schwierigkeiten treten auf, als sich Joëlle in den neu hinzugekommenen Piloten Mike verliebt, einen gut aussehenden erfahrenen Mann. Diese Liebe zerstört fast die Freundschaft mit Louis und Franck. Letztendlich gelingt es Joëlle aber sowohl ihre Liebe als auch ihre Freundschaft zu retten. 

## Produktion

### Produktionsnotizen, Veröffentlichung
Produktionsfirma war die Production Companies. Der Schnitt lag in den Händen von Pierre Houdain und Michel Hirtz. Der Großteil der Aufnahme entstand in der Schweiz. Die Flugaufnahmen wurde mit Hilfe des Flugvereins von Sion gedreht. Die Schauspieler wurden in den Sprungsequenzen von den Mitgliedern des Para-Clubs von Savoyen gedoubelt. 
In Frankreich wurden die 24 Folgen ab dem 11. Oktober 1974 im Programm von ORTF Télévision 2 ausgestrahlt. In Deutschland war 1976 nur die erste Staffel mit 12 Folgen im Vorabendprogramm der ARD zu sehen. Ab dem 13. Juli 1976 lief die Fernsehserie auch in der deutschsprachigen Region der Schweiz an.

### Soundtrack
- Instrumentalversion, komponiert von Thierry Fervant
- gesungene Version La Chanson des paras, gesungen von Patrice Galland[1]

### Weitere Mitwirkende der Einzelfolgen
- Gérard Carrat: Jean-Pierre, Bürgermeister in Mauville
- Jacqueline Tindel: Frau des Bürgermeisters
- Jenny Arasse: Tania
- Jean Amos: Titus
- John Abbey: Laverne
- Lise Ramu, Maryse, Mauvilles Sekretärin
- Simone Bardoux: Haushälterin
- Antoinette Martin: Brigitte, Fallschirmjägerin
- André Mathez: Brigittes Ehemann
- Yves Garnier: Mikes Freund